# Slaget om Gabon
Slaget om Gabon eller Slaget om Libreville var en del af det vestafrikanske felttog i 2. verdenskrig. Slaget blev udkæmpet i november 1940. Slaget resulterede i at de Frie franske styrker under General Charles de Gaulle overtog Libreville, Gabon, og befriede hele Fransk Ækvatorialafrika fra Vichy-Franske styrker.

## Baggrund
Den 8. oktober 1940, ankom General de Gaulle i Douala. På den 12. oktober, godkendte han planerne for invasionen af Gabon. De Gaulle ønskede også at bruge Fransk Ækvatorialafrika, som en base til at starte angreb ind i italiensk-tysk kontrollere Libyen. Af denne grund, gik han personligt i spidsen mod nord for at undersøge situationen i Tchad, der ligger på den sydlige grænse af Libyen.
På den 27. oktober, gik Frie franske styrker ind i Gabon og overtog byen Mitzic. Den 5. november, kapitulere det Vichyfranske garnison i Lambaréné. Imens kørte hoved Frie franske styrker under General Philippe Leclerc og General Marie Pierre Koenig fra Douala, Fransk Cameroun. Deres mål var at overtag Libreville.

## Slagets forløb
Den 8. november 1940, sank HMS Milford den Vichyfranske ubåd Poncelet. Koenigs styrke gik i land på Pointe La Mondah. Hans styrke inkluderede franske fremmedlegionærer (inklusive den 13 fremmedlegion Demi-Brigade), senegalesere og camerounske tropper.
På den 9. november, bombede Lysander fly, der fløj fra Douala, Libreville flyplads. Koenigs styrke mødte hård modstand da han nærmere sig byen. Men til sidst tog han flyvepladsen. Frie franske flådestyrker, herunder kanonbåden (fregatten) Savorgnan de Brazza, angreb og sank den Vichy-regeringens koloniale kanonbåd Bougainville. Bougainville var søsterskib til Savorgnan de Brazza. 
På den 12. november, kapitulere de sidste Vichyfranske styrker ved Port Gentil. Guvernør Masson, fortvivlet over begivenhederne, begik selvmord.

## Efterfølgenede
Den 15. november, mislykkedes de Gaulles personlige appel til at overtale de tilfangetagne Vichyfranske soldater, inklusiv General Tetu, til at gå med de Frie franske.  Som et resultat, blev de interneret som krigsfanger i Brazzaville, Congo indtil krigen sluttede.